# 2-й Дом городских учреждений
2-й Дом городских учреждений — памятник архитектуры регионального значения, административное здание в Санкт-Петербурге, расположенное по адресу: Кронверкский проспект, 49. Ныне является главным корпусом Университета ИТМО.

## История
Здание построено на средства Санкт-Петербургской городской думы для размещения различных городских учреждений (отсюда и название). Первый Дом городских учреждений был построен на 6 лет раньше на углу Садовой улицы и Вознесенского проспекта). Изначально в доме на первом этаже размещались магазины, выше — торговая палата, камера мирового судьи, аукционный зал, зал заседаний. После Февральской революции до переезда в особняк Кшесинской находился Петроградский комитет РСДРП(б). После Октябрьской революции в правом крыле Дома находилась крупнейшая в Ленинграде биржа труда под руководством П. К. Медведева. В 1929 биржа прекратила существование и стала Сектором по регулированию организованного набора рабочей силы при облисполкоме.
В конце 1930-х годов большую часть здания было передано Высшей профсоюзной школе, а после войны здание отдали Ленинградскому институту точной механики и оптики (ЛИТМО), ныне Университет ИТМО. Примыкающий к этому зданию учебно-лабораторный корпус ЛИТМО по Саблинской улице построен в 1971 году.

## Архитектура
Здание трёхэтажное: нижний этаж рустован и служит цоколем для двух верхних. Также он прорезан по фасаду застеклёнными арками, а в центре — более высокой проездной аркой. На верхних этажах торцевых фасадов и четырёхгранной центральной башни ризалиты декорированы колоннадами, несущими треугольные фронтоны. В центре здания, над проездной аркой — массивная башня, увенчанная куполом.
Здание украшено букраниями в верхней части и двумя установленными в 1938—1941 годах настенными знаками Осоавиахима «Готов к противовоздушной и противохимической обороне».